# Wehrabach
Wehrabach ist eine Streusiedlung in Niederösterreich und Katastralgemeinde, Ortschaft der Gemeinde Eschenau im Bezirk Lilienfeld. In der Ortschaft leben 25, in der Katastralgemeinde 70 Menschen (Stand 1. Jänner 2024).

## Lage
Der Ort liegt zwischen Wilhelmsburg und Traisen und Kirchberg an der Pielach, knapp 20 Kilometer südlich von Sankt Pölten, schon in den Voralpen der Türnitzer Alpen, an der L107 Rotheau – Rabenstein an der Pielach. Durch den Ort fließt der gleichnamige Wehrabach, der ab Eschenau Steubach heißt. Die Katastralgemeinde umfasst weitestgehend das Einzugsgebiet des Bachs, sowie den Sonnleitgraben, ein links des Bachs gelegenes Seitental bei Eschenau.
Zur Katastralgemeinde Wehrabach gehören die Ortschaften, alle zerstreute Häuser:
- Wehrabach, mit 25 Einwohnern (Stand 1. Jänner 2024[1])
- Laimergraben, taleinwärts, mit 22 Einwohnern
- Sonnleitgraben, im Norden, mit 23 Einwohnern

Nachbarortschaften und -katastralgemeinden
|                                                                               | Plambach (Gem. Hofstetten-Grünau, Bez. St. Pölten-Land) Sonnleitgraben | Eschenau                        |
| Tradigist (KG Rabenstein, Gem. Rabenstein a.d.Pielach, Bez. St. Pölten-Land)  | Kompassrose, die auf Nachbargemeinden zeigt                            |                                 |
| Tradigistgegend (KG Rabenstein, Gem. Rabenstein a.d.P., Bez. St. Pölten-Land) | Laimergraben Schrambach (Gem. Lilienfeld)                              | Jungherrnthal (Gem. Lilienfeld) |

## Geschichte
Laut Adressbuch von Österreich waren im Jahr 1938 in Wehrabach mehrere Landwirte ansässig.